# Bách Hương

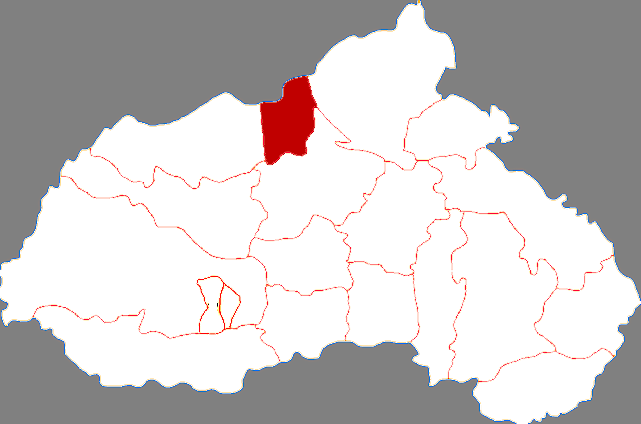
Vị trí của huyện Bách Hương thuộc tỉnh Hà Bắc, Trung Quốc.

Bách Hương (chữ Hán giản thể: 柏乡县, âm Hán Việt: Bách Hương huyện) là một huyện thuộc địa cấp thị Hình Đài, tỉnh Hà Bắc, Cộng hòa Nhân dân Trung Hoa. Huyện này có diện tích 268 ki-lô-mét vuông, dân số 180.000 người. Mã số bưu chính Bách Hương là 055450. Chính quyền Bách Hương đóng ở trấn Bách Hương. Quận này được chia thành 2 trấn và 4 hương.
- Trấn: Bách Hương, Cố Thành Điếm.
- Hương: Vương Gia Trang, Tây Uông, Nội Bộ, Long Hoa.